# San Cataldo (by)
 For alternative betydninger, se San Cataldo. (Se også artikler, som begynder med San Cataldo)
San Cataldo er en italiensk by (og kommune) i regionen Sicilien i Italien, med omkring 20.939(2023) indbyggere.